# Zicavo
Zicavo (AFI: /ˈʣikavo/, in corso Zicavu) è un comune francese di 257 abitanti situato nel dipartimento della Corsica del Sud nella regione della Corsica.
Qui nacquero i militari Jacques Pierre Abbatucci, suo figlio Jean Charles e il politico (nipote) Jacques Pierre Charles. 

## Società

### Evoluzione demografica
Abitanti censiti